# Star Wars: Episode VIII: The Last Jedi
Star Wars: The Last Jedi (ook bekend als Star Wars: Episode VIII – The Last Jedi) is een Amerikaanse sciencefictionfilm uit 2017 en het achtste deel uit de Star Wars-filmfranchise. De film is geregisseerd en geschreven door Rian Johnson en speelt zich af na de gebeurtenissen in The Force Awakens.
De film ging op 9 december 2017 in wereldpremière in Los Angeles.

## Verhaal
Het Verzet heeft een belangrijke overwinning geboekt op de First Order met de vernietiging van de Starkiller-base. De First Order wist echter de Republiek te vernietigen met hun superwapen, waardoor de hoop in het heelal wegebt en de First Order overal oprukt. Het Verzet, onder leiding van Generaal Leia Organa zijn volop bezig aan de evacuatie van hun basis, wanneer ze worden aangevallen door de vloot van Generaal Hux en Kylo Ren. Het Verzet weet te ontsnappen, maar lijden zware verliezen.
Intussen heeft Rey op Ahch-To Luke Skywalker gevonden. Rey hoopt bij de grote Jedimeester in de leer te gaan, maar Luke heeft zich afgesloten van de Force, en weigert haar de gebruiken van de Jedi te leren.
De First Order heeft het Verzet terug opgespoord, die geen kant meer uit kunnen. Finn en Rose vertrekken op missie om een hacker te vinden die hun toegang kan geven tot het vlaggenschip van Opperste Leider Snoke, in de hoop dat ze het traceermechanisme kunnen ontmantelen, waardoor het verzet kan vluchten.
Rey zet door, en leert langzaamaan omgaan met haar krachten. De Force in haar is zo sterk dat ze meermaals contact weet te maken met Kylo Ren, die haar vertelt wat er echt gebeurde toen hij zich aansloot bij Snoke. Rey confronteert Luke hiermee, die het verhaal van Kylo bevestigt. Rey weet zeker dat ze Kylo kan terughalen en ze wil samen met Luke de confrontatie aangaan met Kylo en Snoke. Luke weigert zijn eiland te verlaten, waarop Rey alleen de confrontatie aangaat.
Het Verzet heeft toevlucht gezocht in een oude Rebellenbasis, maar de troepen van de First Order staan voor de deur. Ingesloten en zonder antwoord te krijgen op hun oproep voor versterking van gelijkgezinden, vrezen ze het ergste.

## Boek
Het verhaal is inmiddels verboekt door Jason Fry en uitgegeven door Del Rey New York. Een Nederlandse uitgave is in voorbereiding.

## Rolverdeling
| Acteur                      | Personage                   |
| --------------------------- | --------------------------- |
| Mark Hamill                 | Luke Skywalker / Dobbu Scay |
| Carrie Fisher               | Leia Organa                 |
| Adam Driver                 | Ben Solo / Kylo Ren         |
| Daisy Ridley                | Rey                         |
| John Boyega                 | Finn                        |
| Oscar Isaac                 | Poe Dameron                 |
| Andy Serkis                 | Snoke                       |
| Lupita Nyong'o              | Maz Kanata                  |
| Domhnall Gleeson            | Generaal Armitage Hux       |
| Anthony Daniels             | C-3PO                       |
| Gwendoline Christie         | Kapitein Phasma             |
| Kelly Marie Tran            | Rose Tico                   |
| Laura Dern                  | Vice-Admiraal Amilyn Holdo  |
| Benicio del Toro            | DJ                          |
| Frank Oz                    | Yoda                        |
| Billie Lourd                | Luitenant Kaydel Ko Connix  |
| Joonas Suotamo              | Chewbacca                   |
| Jimmy Vee                   | R2-D2                       |
| Brian Herring Dave Chapman  | BB-8                        |
| Justin Theroux              | Meester Codekraker          |
| Tim Rose Tom Kane (stem)    | Admiraal Gial Ackbar        |
| Adrian Edmondson            | Kapitein Peavey             |
| Mark Lewis Jones            | Kapitein Canady             |
| Veronica Ngo                | Paige Tico                  |
| Noah Segan                  | Piloot Starck               |
| Paul Kasey                  | Cai Threnalli               |
| Michaela Coel               | Resistance Monitor          |
| Andrew Jack                 | Generaal Caluan Ematt       |
| Ralph Ineson                | Senior First Order Officier |
| Warwick Davis               | Wodibin                     |
| Joseph Gordon-Levitt        | Slowen Lo (stem)            |
| Kiran Shah                  | Neepers Panpick             |
| Mike Quinn                  | Nien Nunb                   |
| Gareth Edwards Edgar Wright | Resistance Soldaat          |

## Achtergrond
In augustus van 2014 maakte Rian Johnson bekend dat hij het achtste deel in de Star Wars-filmfranchise zou gaan regisseren en schrijven.
De start van de productie werd door Lucasfilm en Disney aangekondigd door middel van een announcement trailer.
De Britse prinsen William en Harry brachten in april van 2016 een bezoek aan de filmset in de Pinewood Studios.

### Muziek
In augustus van 2016 maakte filmcomponist John Williams tijdens een optreden bekend dat hij ook voor deze Star Wars-film de muziek zou componeren.

### Opnames

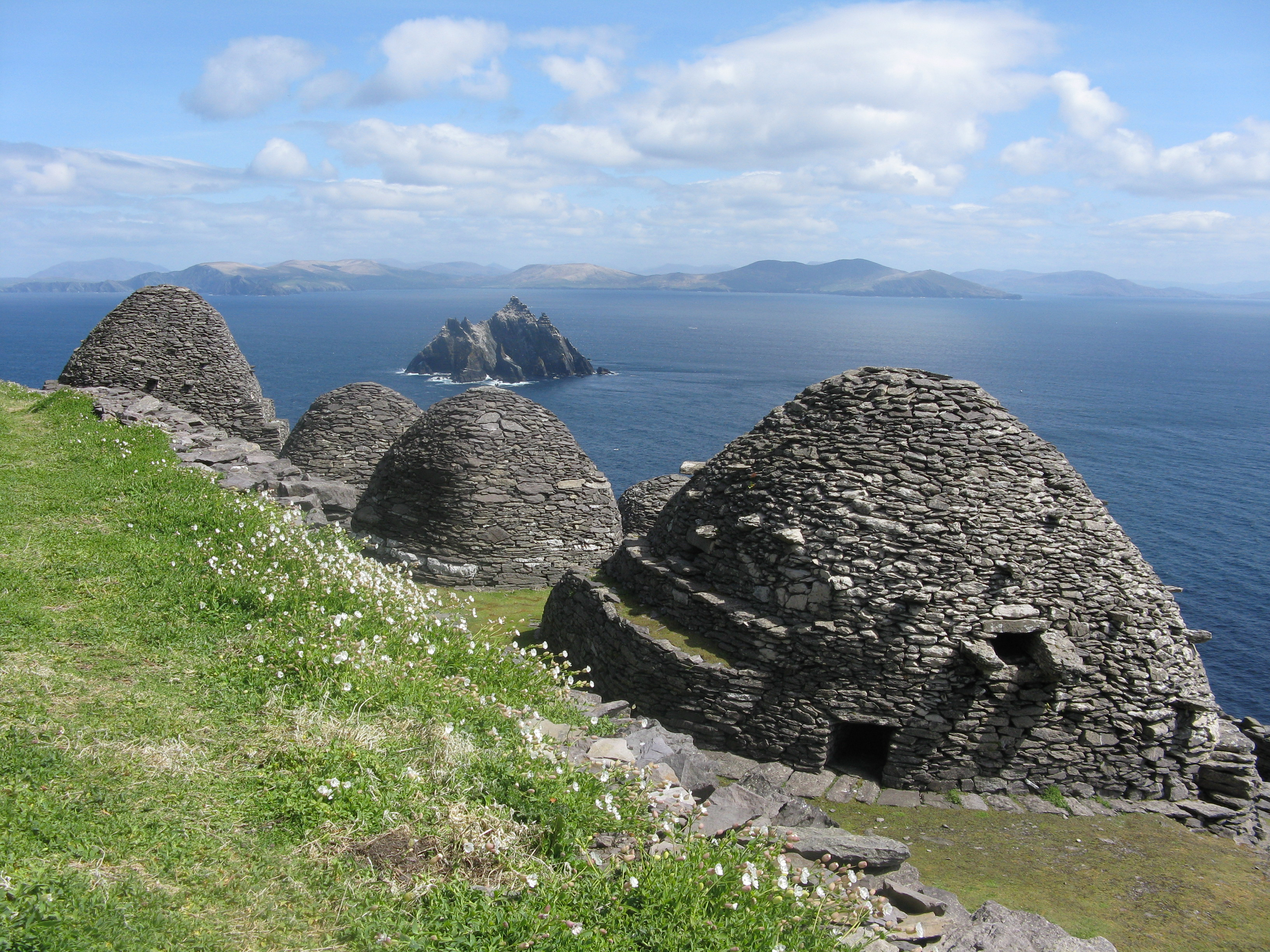
Skellig Michael is de locatie voor de planeet Ahch-To

De eerste opnames van de film werden gemaakt door de 'second-unit' in september van 2015 op Skellig Michael in Ierland. Op 10 februari 2016 maakte Disney-CEO Bob Iger bekend dat de opnames van de film van start waren gegaan. Na vijf maanden filmen werden eind juli 2016 de opnames afgerond. Er werd gefilmd in de Pinewood Studios en op locatie op de Skellig-eilanden in Ierland, het Kroatische Dubrovnik, Skaftafell (IJsland) en Salar de Uyuni (Bolivia).

### Post-productie
Begin december 2016 maakte John Williams tijdens een interview met filmblad Variety bekend dat hij diezelfde maand begon met de opnamesessies voor de muziek van deze film.
Op 22 september 2017 maakte regisseur Rian Johnson bekend dat de post-productiefase werd afgerond en de film klaar was.

### Aanloop naar de première

#### Titel
Op 23 januari 2017 maakte Lucasfilm bekend dat de titel van de film The Last Jedi zou zijn.

#### Trailers
Net zoals bij The Force Awakens kozen Lucasfilm en Disney om een zeer strenge geheimhouding rond de film en net zoals bij diens voorganger, worden in de trailers van The Last Jedi geen details rond de plot vrijgegeven, maar enkel algemene indrukken van de film getoond.
Tijdens het The Last Jedi-panel op Star Wars Celebration te Orlando werd een twee minuten durende teaser trailer vertoond, die gelijktijdig ook online werd gepubliceerd.
In de zomer van 2017 werd een achter-de-schermen-promotiefilmpje vrijgegeven tijdens Disneys D23-expo.
Tijdens 'Monday Night Football' begin oktober 2017 werd de officiële trailer van de film vrijgegeven door Lucasfilm en Disney.

## Ontvangst

### Critici
Op Rotten Tomatoes behaalt de film een Certified Fresh rating van 91%, gebaseerd op 344 recensies met een gemiddelde van 8,1/10. De Critics Consensus op de site meldt "The Last Jedi eert de rijke geschiedenis van de saga, met enkele verrassende twists en alle emoties en actie waar de fans op hopen".
Metacritic komt op een score van 86/100, gebaseerd op 54 recensies.

### Publieksreactie
Op CinemaScore, die enquêtes afneemt van bioscoopbezoekers die de film daadwerkelijk gezien hebben, krijgt de film een A-rating. Volgens de eerste PostTrack van ComScore geeft 68% van de bezoekers de film een excellent-rating en 21% geeft de film een zeer goed-rating. 82% van de ondervraagden gaven aan dat ze de film zeker zouden aanraden. SurveyMonkey ondervroeg meer dan 4.000 personen die de film gezien hadden, waarvan 89% de film positief onthaalde.

### Box-office
Volgens de eerste voorspelling, eind november 2017, ging de film een openingsweekend van ca. 200 miljoen dollar tegemoet in de Verenigde Staten en Canada. Deze voorspellingen werden na de openingsdatum bijgesteld tot een bedrag van ca. 215 miljoen dollar, waarmee de film het tweede grootste openingsweekend ooit zou beleven.
De film opende in zijn thuismarkt op vrijdag 15 december, met laatavondpreviews op donderdag 14 december, op 4232 bioscoopschermen. Gedurende de laatavondpreviews op donderdag haalde de film 45 miljoen dollar op. Op vrijdag haalde de film ca. 60 miljoen dollar op. Uiteindelijk wist de film gedurende zijn openingsweekend 220 miljoen dollar op te halen. Hiermee beleeft de film het tweede beste openingsweekend ooit, na The Force Awakens.
Buiten de Verenigde Staten haalde de film 230 miljoen dollar op, met als grootste markten de UK (36,7 miljoen dollar), Duitsland (23,6 miljoen dollar) en Frankrijk (18,1 miljoen dollar).

## Prijzen en nominaties
De belangrijkste:
| Jaar | Prijs          | Categorie              | Genomineerde(n)                                                         | Uitslag     |
| ---- | -------------- | ---------------------- | ----------------------------------------------------------------------- | ----------- |
| 2018 | BAFTA Awards   | Beste geluid           | Ren Klyce, Michael Semanick, Matthew Wood, David Parker & Stuart Wilson | Genomineerd |
| 2018 | BAFTA Awards   | Beste visuele effecten | Beste visuele effecten                                                  | Genomineerd |
| 2018 | Academy Awards | Beste filmmuziek       | John Williams                                                           | Genomineerd |
| 2018 | Academy Awards | Beste geluidseffecten  | Matthew Wood & Ren Klyce                                                | Genomineerd |
| 2018 | Academy Awards | Beste geluid           | David Parker, Michael Semanick, Ren Klyce & Stuart Wilson               | Genomineerd |
| 2018 | Academy Awards | Beste visuele effecten | Beste visuele effecten                                                  | Genomineerd |